# The Bold Caballero
The Bold Caballero is een Amerikaanse film uit 1936, gebaseerd op het personage Zorro. De film werd geregisseerd door Wells Root. De hoofdrol werd gespeeld door Robert Livingston.

## Verhaal
Don Diego Vega vecht als de held Zorro tegen de tirannie van commandant Sebastian Golle, die de stad Los Angeles in zijn greep houdt. Op een dag arriveren gouverneur Palma en diens dochter Isabella in Los Angeles. Al snel wordt de gouverneur vermoord, en op zijn lijk treft men een Z-teken aan, Zorro’s kenmerk. Zorro krijgt zo de moord in de schoenen geschoven.
Wanneer Isabella ontdekt dat Don Diego Zorro is, laat ze hem arresteren voor de moord op haar vader. Diego weet dat de commandant de werkelijke moordenaar is, en moet nu proberen te ontsnappen en iedereen hiervan te overtuigen.

## Rolverdeling
| Acteur            | Personage                   |
| ----------------- | --------------------------- |
| Robert Livingston | Don Diego Vega/Zorro        |
| Heather Angel     | Lady Isabella Palma         |
| Sig Ruman         | Commandante Sebastian Golle |
| Ian Wolfe         | de Priester                 |
| Robert Warwick    | gouverneur Palma            |
| Charles Stevens   | Kapitein Vargas             |
| Carlos De Valdez  | de Alcalde.                 |

## Trivia
- De film staat ook bekend als “The Bold Cavalier”.
- Naast de zwart-witversie bestaat er ook een met de computer ingekleurde versie van de film.